# 极限序数
极限序数是非零非后继序数的序数。直觉的说，有不能通过后继运算 S 触及的序数。使用严格的术语，我们称 λ 是极限序数，当且仅当存在 α < λ 并且对于任何 β < λ，存在 γ 使得 β < γ < λ。换句话说，一个序数是极限序数，当且仅当它等于其下的所有序数的上确界，但不是零。在这个上下文中的术语极限有关于在序数上的序拓扑；极限序数完全对应于在这个拓扑中的极限点。
关于 0 是否应被分类为极限序数是有争议的，因为它没有直接前驱；有些教科书包括 0 在极限序数的类中，如。而其他人排除了它，如。

## 例子
因为序数的类是良序的，有最小的无限极限序数；指示为 ω。这个序数 ω 也是最小的无限序数（忽略“极限”），因为它是自然数的最小上界。所以 ω 表示自然数的序类型。在这第一个之上的下一个极限序数是 ω + ω = ω·2，和接着的对于任何自然数 n 的ω·n。采用所有 ω·n 的并集（在任何的序数集合上的上确界运算），我们得到 ω·ω = ω2。重复这个过程如下可以生成：
{\displaystyle \omega ^{3},\omega ^{4},\ldots ,\omega ^{\omega },\omega ^{\omega ^{\omega }},\ldots ,\epsilon _{0}=\omega ^{\omega ^{\omega ^{\cdots }}},\ldots }
一般的说，通过乘法、指数、重复指数等等所有这些递归定义生成极限序数。迄今为止讨论的序数仍是可数的序数；可以证明不存在递归可枚举方案来命名所有可数的序数。
超越可数的序数，首個不可數序數通常指示为 ω1。它也是极限序数。
接着你可以获得如下序数（所有这些序数在势上现在都是递增的）:
{\displaystyle \omega _{2},\omega _{3},\ldots ,\omega _{\omega },\omega _{\omega _{\omega }},\ldots }
一般的说，在采用没有最大元素的序数集合的并集的时候我们总是得到极限序数。

## 性质
后继序数和极限序数（不同的共尾）的类还有零耗尽整个序数的类，所以这些情况经常用于通过超限归纳法的证明或通过超限递归的定义。极限序数表示在这种过程中的一类“转折点”，在其中必须使用极限运算比如采用在所有前驱序数上的并集。在原理上，你在极限序数上做任何事情，但是采用并集在序拓扑中是连续的，并且这通常是想要的。
如果我们使用冯·诺伊曼基数指派，所有无限基数也是极限序数（并且这是一个合适的观察，因为基数（cardinal）演化自拉丁语“cardo”，意味着转轴或转折点!)：这个事实的证明可简单的通过旅馆无穷论证来证实所有无限后继序数等势（equinumerous）于极限序数来完成。
基数有自己的后继关系和极限的概念（所有事情都会升级到更高层次!）.

## 引用
1. ↑   Thomas Jech 的《Set Theory》Third Millennium edition. Springer
2. ↑  Kenneth Kunen 的《Set Theory. An introduction to independence proofs》. North-Holland